# Bột Hải Giản Vương
Bột Hải Triết Tông (trị vì 817 – 818) là quốc vương thứ 9 của Vương quốc Bột Hải. Ông là vương tử thứ ba của vị quốc vương thứ 6, Bột Hải Khang Vương (Đại Tung Lân), và là đệ của Bột Hải Định Vương và Bột Hải Hi Vương. Ông có tên là Đại Minh Trung (대명충, 大明忠, Dae Myeong-chung)

## Thời Bột Hải Văn Vương
Đại Minh Trung sinh ra vào nửa sau thời kỳ cai trị của Bột Hải Văn Vương, là con trai thứ 3 của Đại Tung Lân và là cháu nội của Bột Hải Văn Vương.
Mối quan hệ song phương giữa nhà Đường và vương quốc Bột Hải ngày càng thân thiện. Từ năm Đại Hưng thứ 29 (năm 766) đến năm Bảo Lịch thứ 6 (năm 779), có 25 đoàn sứ giả từ vương quốc Bột Hải đến nhà Đường để bày tỏ sự tôn trọng của Bột Hải Văn Vương (ông nội của Đại Minh Trung) đối với vua Đường Đại Tông.
Năm Bảo Lịch thứ 3 (năm 776), hoàng hậu của Bột Hải Văn Vương là Hiếu Ý hoàng hậu (bà nội của Đại Minh Trung) qua đời.

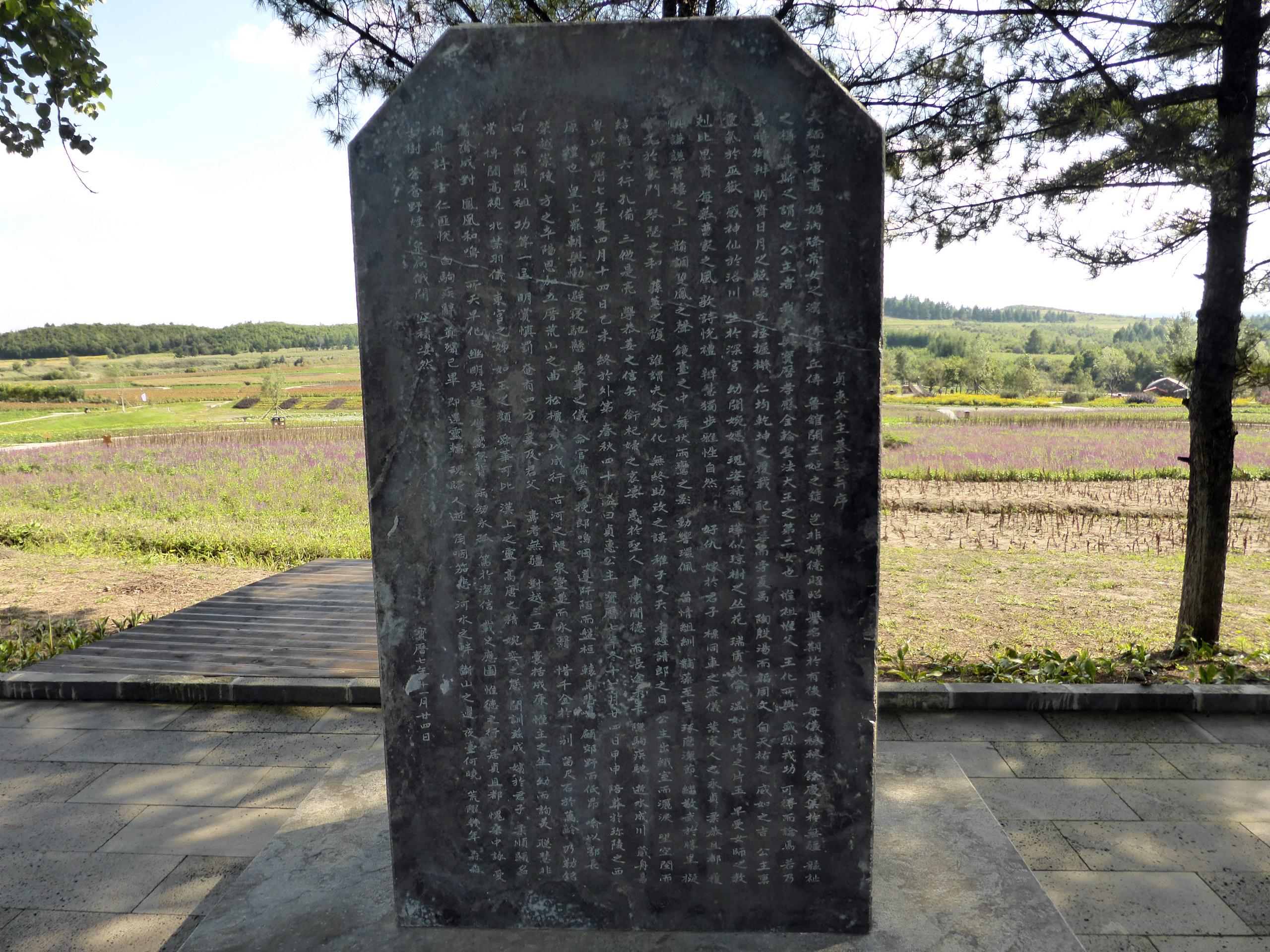
Bản sao văn bia của Trinh Huệ công chúa (737 - 777), con gái thứ 2 của vua Bột Hải Văn Vương (cai trị từ năm 737 đến năm 793)

Ngày 25 tháng 5 năm Bảo Lịch thứ 4 (năm 777), Nhị công chúa của Bột Hải Văn Vương là Trinh Huệ công chúa (cô của Đại Minh Trung) qua đời, hưởng thọ 40 tuổi. Theo bia mộ và văn bia, Trinh Huệ công chúa đã kết hôn và có ít nhất một người con trai, nhưng cả chồng và con trai đều chết trước cô. Trong thời gian để tang cô, Bột Hải Văn Vương được cho là rất đau buồn và không đi ra khỏi phòng dù là có công việc triều chính.
Năm Bảo Lịch thứ 7 (năm 780) di cốt của Trinh Huệ công chúa được chôn cất ở phía tây Trân Lăng (진릉, 珍陵), Seowon (서원, 西原), ngày nay được biết đến như một phần của Lăng mộ cổ tại núi Long Đầu, Cát Lâm, Trung Quốc, cùng với một tượng đài của Trinh Huệ công chúa được dựng lên ở cùng năm 780 đó. Bia mộ Nhị công chúa của Bột Hải Văn Vương là Trinh Huệ công chúa cũng đã được tìm thấy vào vào tháng 8 năm 1949.
Năm Bảo Lịch thứ 12 (năm 785) Bột Hải Văn Vương dời đô từ Thượng Kinh (nay là Ninh An, Hắc Long Giang) sang Đông Kinh (nay là Hồn Xuân, Cát Lâm).
Ngày 6 tháng 7 năm Đại Hưng thứ 45 (năm 792), Tứ công chúa của Bột Hải Văn Vương là Trinh Hiếu công chúa (cô của Đại Minh Trung) qua đời, hưởng thọ 35 tuổi. Cô được trao thụy hiệu là "Trinh Hiếu" vì cô ấy là người có đạo đức và hiếu thảo.
Năm Đại Hưng thứ 46 (năm 793) Bột Hải Văn Vương bắt đầu tiến hành việc dời đô từ Đông Kinh (nay là Hồn Xuân, Cát Lâm) về lại Thượng Kinh (nay là Ninh An, Hắc Long Giang). Theo sử sách Trung Quốc, Bột Hải có 5 kinh đô, 15 phủ, và 63 huyện..
Vào cuối thời đại của Bột Hải Văn Vương trong năm 793, các hoàng tử từ hoàng tộc Bột Hải (con cháu của Bột Hải Cao Vương, Bột Hải Vũ Vương và Bột Hải Văn Vương) đang làm lính canh tại triều đình nhà Đường của vua Đường Đức Tông theo ý muốn của họ. Hòa bình với nhà Đường cho phép vương quốc Bột Hải tiếp tục mở rộng lãnh thổ của mình.
Đại Tung Lân (cha của Đại Minh Trung) cùng hai anh là Nhị hoàng tử Đại Anh Tuấn và Tam hoàng tử Đại Trinh Oát sang nhà Đường (đời vua Đường Đức Tông) làm lính canh vào năm Đại Hưng thứ 46 (năm 793). Còn thế tử của Bột Hải Văn Vương là Đại Hoành Lâm (Dae Goeng-rim, bác của Đại Minh Trung) đã chết. Do đó Bột Hải Văn Vương phải chọn em trai của ông ta là Đại Nguyên Nghĩa (ông chú của Đại Minh Trung) làm người kế vị của mình.
Trong năm Đại Hưng thứ 46 (năm 793), Bột Hải Văn Vương (ông nội của Đại Minh Trung) qua đời khi việc dời đô chưa hoàn thành, hưởng thọ hơn 70 tuổi. Em trai ông ta là Đại Nguyên Nghĩa (ông chú của Đại Minh Trung, khi đó đã hơn 60 tuổi) lên kế vị. Niên hiệu Đại Hưng của Bột Hải Văn Vương vẫn được Đại Nguyên Nghĩa sử dụng.

## Thời Đại Nguyên Nghĩa
Vua Đại Nguyên Nghĩa cho dừng việc dời đô từ Đông Kinh (nay là Hồn Xuân, Cát Lâm) về lại Thượng Kinh (nay là Ninh An, Hắc Long Giang). Ông ta tuyên bố đô thành của vương quốc Bột Hải vẫn tiếp tục ở Đông Kinh (nay là Hồn Xuân, Cát Lâm).
Tuy nhiên, khi bước lên ngai vàng, nhà vua Đại Nguyên Nghĩa (Dae Won-ui) đã bộc lộ là một kẻ đố kỵ và tâm tính hung dữ, tàn bạo hiếu sát. Những đại thần có tài trong triều đình Bột Hải đều bị vua Đại Nguyên Nghĩa (Dae Won-ui) đố kỵ. Đại Nguyên Nghĩa tiến hành vu oan cho bọn họ tội mưu phản và giết hại các đại thần đó. Ông ta còn tàn sát hết gia quyến của những đại thần đó.
Năm Đại Hưng thứ 47 (năm 794), vua Đại Nguyên Nghĩa bị những đại thần Bột Hải còn lại hợp mưu giết chết, hưởng thọ hơn 60 tuổi. Đích tôn của Bột Hải Văn Vương là Đại Hoa Dư (con của cố thế tử Đại Hoành Lâm, anh họ của Đại Minh Trung) được chọn làm người kế vị, trở thành vua Bột Hải Thành Vương.

## Thời Bột Hải Thành Vương
Bột Hải Thành Vương lấy niên hiệu mới là "Trung Hưng" (중흥, 中興, Jungheung). Bột Hải Thành Vương khi đó mới chỉ khoảng 30 tuổi nhưng lại là một người có thế chất yếu ớt, và đã chỉ sống được một vài tháng sau khi được kế vị ngai vàng. Sự kiện đáng chú ý nhất trong thời gian trị vì của Bột Hải Thành Vương là việc dời đô từ Đông Kinh (nay là Hồn Xuân, Cát Lâm) về lại Thượng Kinh (nay là Ninh An, Hắc Long Giang) trong năm 794. Tâm nguyện cuối cùng của Bột Hải Văn Vương về việc dời đô về lại Thượng Kinh cuối cùng cũng đã được thực hiện.
Sang năm 794 nghe tin cháu mình là vua Bột Hải Thành Vương thể chất yếu ớt sắp qua đời, Đại Tung Lân (cha của Đại Minh Trung) đã rời nhà Đường (đời vua Đường Đức Tông) quay về vương quốc Bột Hải trong năm 794.
Năm Trung Hưng thứ hai (năm 795), Bột Hải Thành Vương băng hà, hưởng thọ 31 tuổi. Vì Bột Hải Thành Vương không hề kết hôn và cũng không có con cái nên con của Bột Hải Văn Vương là Đại Tung Lân (chú của Bột Hải Thành Vương, cha của Đại Minh Trung, khi đó gần 50 tuổi) lên kế vị, tức là vua Bột Hải Khang Vương.

## Thời Bột Hải Khang Vương
Bột Hải Khang Vương (Đại Tung Lân, cha của Đại Minh Trung) lên ngôi vào năm 795, chọn niên hiệu là Chính Lịch (正曆, Jeongnyeok., nghĩa là "Chính sách ngay thẳng") - niên hiệu thay thế cho niên hiệu Trung Hưng của vua Bột Hải Thành Vương vừa băng hà.
Bột Hải Khang Vương vừa lên ngôi thì phái con trưởng là Đại Nguyên Du (khi đó hơn 30 tuổi) đi sứ sang nhà Đường (đời vua Đường Đức Tông) để bang giao.
Trong giai đoạn trị vì của Bột Hải Khang Vương (cha của Đại Minh Trung), Bột Hải đã kết thúc loạn sau cái chết của vua Bột Hải Văn Vương (Đại Khâm Mậu), vương quốc cũng có các hoạt động thương mại với Nhật Bản (đời Thiên hoàng Kanmu, Thiên hoàng Heizei, Thiên hoàng Saga), nhà Đường (đời vua Đường Đức Tông, Đường Thuận Tông, Đường Hiến Tông), cùng nước Tân La (đời vua Tân La Nguyên Thánh Vương, Tân La Chiêu Thánh Vương, Tân La Ai Trang Vương, Tân La Hiến Đức Vương) và cũng thường xuyên cử sứ thần sang ba nước này.
Năm Chính Lịch thứ 2 (năm 796), sứ giả từ vương quốc Bột Hải (đời vua Bột Hải Khang Vương) đến Nhật Bản (đời Thiên hoàng Kanmu) tuyên bố rằng vương quốc Bột Hải đã khôi phục toàn bộ lãnh thổ Cao Câu Ly cũ và quyền lực của người cai trị Bột Hải giờ đã lan ra bên kia Liêu Hà. Vương quốc Bột Hải đã đến chiếm các lưu vực sông Tùng Hoa và sông Ussuri cũng như toàn bộ vùng ven biển liền kề dọc theo Biển Nhật Bản (Đông Hải).
Năm Chính Lịch thứ 8 (năm 802) hai bộ lạc Việt Hỷ Mạt Hạt và Ngu Lâu Mạt Hạt giáp biên giới đông bắc vương quốc Bột Hải đã nổi dậy chống lại vương quốc Bột Hải. Vương quốc Bột Hải bị mất đi vài lãnh thổ ở vùng đông bắc vào tay hai bộ lạc Việt Hỷ Mạt Hạt và Ngu Lâu Mạt Hạt. Bột Hải Khang Vương phải xuất quân từ kinh đô Thượng Kinh (nay là Ninh An, Hắc Long Giang) đi chống cự hai bộ lạc Việt Hỷ Mạt Hạt và Ngu Lâu Mạt Hạt nhằm thu hồi lại lãnh thổ đã mất. Cuối cùng chiến sự kết thúc khi Bột Hải Khang Vương phải cho lui quân Bột Hải về kinh đô Thượng Kinh (nay là Ninh An, Hắc Long Giang) mà không thể tái chiếm lại lãnh thổ đã mất.
Từ năm Chính Lịch thứ 11 (năm 805) đến năm Chính Lịch thứ 14 (năm 808), Bột Hải Khang Vương phái em họ là Đại Nhân Tú (chú họ của Đại Minh Trung) đi sứ sang nhà Đường (đời vua Đường Hiến Tông) để triều cống 4 lần vào các năm 805, 806, 807 và 808.
Năm Chính Lịch thứ 15 (năm 809), Bột Hải Khang Vương (cha của Đại Minh Trung) qua đời, thọ hơn 60 tuổi. Con trưởng của Bột Hải Khang Vương là Đại Nguyên Du (대원유, 大元瑜, Dae Won-yu), anh cả của Đại Minh Trung, lên kế vị, tức là vua Bột Hải Định Vương.

## Thời Bột Hải Định Vương
Bột Hải Định Vương chọn niên hiệu là Vĩnh Đức (永德, Yeongdeok, nghĩa là "Đức hạnh vĩnh cửu") vào năm 809 - niên hiệu thay thế cho niên hiệu Chính Lịch của vua Bột Hải Khang Vương vừa băng hà.
Từ năm Vĩnh Đức nguyên niên (năm 809) đến năm Vĩnh Đức thứ ba (năm 811), Bột Hải Định Vương phái con trưởng là Đại Diên Chân (cháu của Đại Minh Trung) cùng chú họ là Đại Nhân Tú (chú họ của Đại Minh Trung) đi sứ sang nhà Đường (đời vua Đường Hiến Tông) triều cống 3 lần vào các năm 809, 810 và 811.

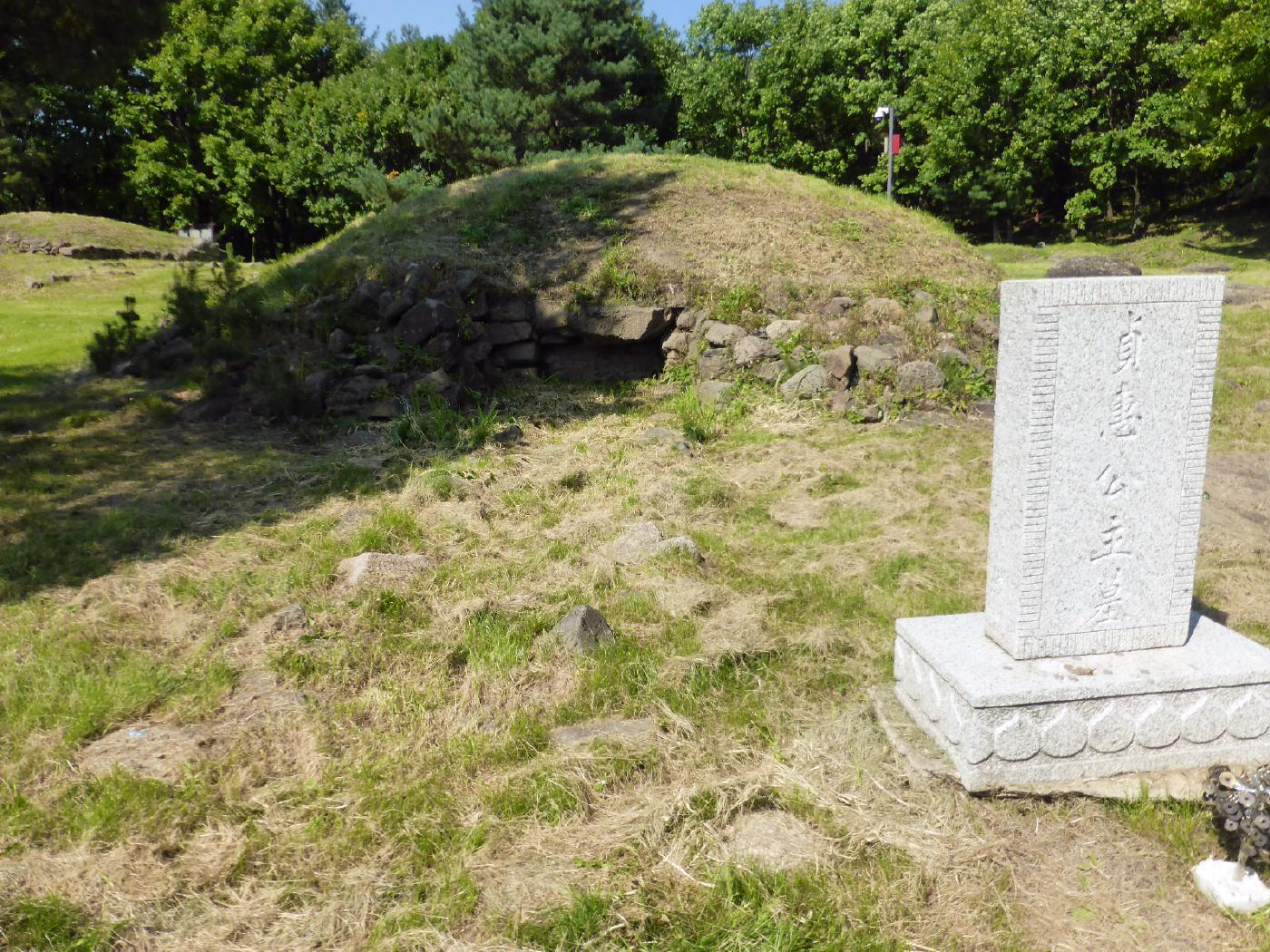
Ngôi mộ của Trinh Hiếu công chúa (757 - 792), con gái thứ 4 của vua Bột Hải Văn Vương (cai trị từ năm 737 đến năm 793)

Ngày 11 tháng 1 năm Vĩnh Đức thứ 2 (năm 810), di cốt của Trinh Hiếu công chúa (con gái thứ 4 của Bột Hải Văn Vương, cô của Bột Hải Định Vương và Đại Minh Trung, qua đời từ năm 792) được Bột Hải Định Vương cho chôn cất tại Nhiễm Cốc (染谷), Seowon (서원, 西原) thuộc Quần thể lăng mộ cổ ở núi Long Đầu, Cát Lâm, Trung Quốc.
Năm Vĩnh Đức thứ 4 (năm 812), Bột Hải Định Vương qua đời, thọ gần 50 tuổi. Bột Hải Định Vương đã kết hôn và có một vương tử tên là Đại Diên Chân (Dae Yeon-jin, cháu của Đại Minh Trung). Tuy nhiên có lẽ Đại Diên Chân chưa trưởng thành nên em của Bột Hải Định Vương là Nhị hoàng tử Đại Ngôn Nghĩa, anh thứ hai của Đại Minh Trung, lên kế vị, tức là vua Bột Hải Hi Vương.

## Thời Bột Hải Hi Vương
Bột Hải Hi Vương (anh của Đại Minh Trung) chọn niên hiệu mới là "Chu Tước" (주작, 朱雀, Jujak) trong năm 812 - niên hiệu thay thế cho niên hiệu Vĩnh Đức của Bột Hải Định Vương vừa băng hà.
Từ năm Chu Tước nguyên niên (năm 812) đến năm Chu Tước thứ 5 (năm 816), Bột Hải Hi Vương phái con trai là Đại Diên Tuấn (cháu của Đại Minh Trung) cùng chú họ là Đại Nhân Tú (chú họ của Đại Minh Trung) đi sứ sang nhà Đường (đời vua Đường Hiến Tông) triều cống 5 lần vào các năm 812, 813, 814, 815 và 816.
Bột Hải Hi Vương (anh của Đại Minh Trung) buôn bán tích cực với nhà Đường (đời vua Đường Hiến Tông), và nhập về nhiều nét văn hóa và hệ thống tổ chức cai trị của nhà Đường vào vương quốc Bột Hải. Năm Chu Tước thứ 3 (năm 814), Bột Hải Hi Vương đã gửi những bức tượng Phật đến nhà Đường (đời vua Đường Hiến Tông).Bột Hải Hi Vương còn buôn bán với phản quân Lý Sư Đạo của nhà Đường (đời vua Đường Hiến Tông). Sau đó, vào năm Chu Tước thứ 4 (năm 815), Lý Sư Đạo giới thiệu thêm thương nhân người Tân La đang làm thương mại ở nhà Đường là Jami phu nhân cùng buôn bán với vương quốc Bột Hải của Bột Hải Hi Vương.
Năm Chu Tước thứ 6 (năm 817), Bột Hải Hi Vương (anh của Đại Minh Trung) băng hà, thọ gần 50 tuổi. Bột Hải Hi Vương từng kết hôn và có người con trai tên là Đại Diên Tuấn (大延俊, Dae Yeon-jun, cháu của Đại Minh Trung). Tuy nhiên có lẽ Đại Diên Tuấn chưa trưởng thành nên em trai của Bột Hải Hi Vương là Tam hoàng tử Đại Minh Trung lên kế vị, tức là vua Bột Hải Giản Vương.

## Trị vì
Bột Hải Giản Vương chọn niên hiệu là Thái Thủy (太始, Taesi, nghĩa là "Khởi đầu hùng vĩ") trong năm 817 nhằm thay thế niên hiệu "Chu Tước" của Bột Hải Hi Vương vừa băng hà. Bột Hải Giản Vương phong Thái thị (태씨, 泰氏) lên làm Thuận Mục hoàng hậu (순목황후, 順穆皇后).
Từ năm Thái Thủy nguyên niên (năm 817) đến năm Thái Thủy thứ hai (năm 818), Bột Hải Giản Vương phái chú họ là Đại Nhân Tú đi sứ sang nhà Đường (đời vua Đường Hiến Tông) triều cống 2 lần vào các năm 817 và 818.
Trong năm Thái Thủy thứ hai (năm 818), Bột Hải Giản Vương qua đời, thọ gần 50 tuổi. Dù Bột Hải Giản Vương có kết hôn với Thuận Mục hoàng hậu Thái thị nhưng ông không có con trai. Vì vậy hậu duệ đời thứ tư của Đại Dã Bột (em trai của Bột Hải Cao Vương) là Đại Nhân Tú (chú họ của Bột Hải Giản Vương, khi đó đã hơn 60 tuổi, vừa trở về từ nhà Đường, là một người có uy quyền và thế lực) lên kế vị, tức là vua Bột Hải Tuyên Vương. Việc này đã kết thúc sự cai trị vương quốc Bột Hải của dòng dõi Bột Hải Cao Vương. Thuận Mục hoàng hậu Thái thị trở thành Thuận Mục thái hậu.

## Gia quyến
- Cha: Bột Hải Khang Vương - Đại Tung Lân (강왕 대숭린, 康王 大嵩璘)
  - Ông nội: Bột Hải Văn Vương - Đại Khâm Mậu (문왕 대흠무, 文王 大欽茂)
    - Anh cả: Bột Hải Định Vương - Đại Nguyên Du (정왕 대원유, 定王 大元瑜)
    - Anh thứ hai: Bột Hải Hi Vương - Đại Ngôn Nghĩa (희왕 대언의, 僖王 大言義)
    - Em trai thứ tư: Đại Thanh Duẫn (대청윤, 大淸允)
    - Em trai thứ năm: Đại Năng Tín (대능신, 大能信)
- Hoàng hậu: Thuận Mục hoàng hậu Thái thị (순목황후 태씨, 順穆皇后 泰氏).